# Zaandam
Zaandam je nizozemské město ležící v provincii Severní Holandsko, 12 km severozápadně od Amsterdamu na řece Zaan. Spolu s okolními vesnicemi tvoří od roku 1974 obec Zaanstad. Žije zde přibližně 79 tisíc obyvatel.

## Historie
První fríské osídlení bylo v této oblasti doloženo již k roku 1150. Od 17. století bylo město důležitým obchodním přístavem, v němž se lodě také stavěly. Má pět kostelů, protestantské, luteránský a dříve také katolický. 

### Návštěvy cara Petra I.
V letech 1697-1698 město Zandaam jej na své cestě po Evropě navštívil inkognito car Petr I. Veliký. Podle tradované historky se k němu obyvatelé nechovali pohostinsky, takže musel bydlel mimo město. Gaetano Donizetti složil na toto téma komickou operu Il borgomastro di Saardam (Starosta ze Zaandamu) a v roce 1837 týž námět použil libretista a skladatel Albert Lortzing, který svou komickou operu nazval Car a tesař, dva Petrové. Podruhé car přijel oficiálně a bydlel v královském domě, který později patřil nizozemskému králi Vilémovi I. a Anně Pavlovně. 

## Ekonomika

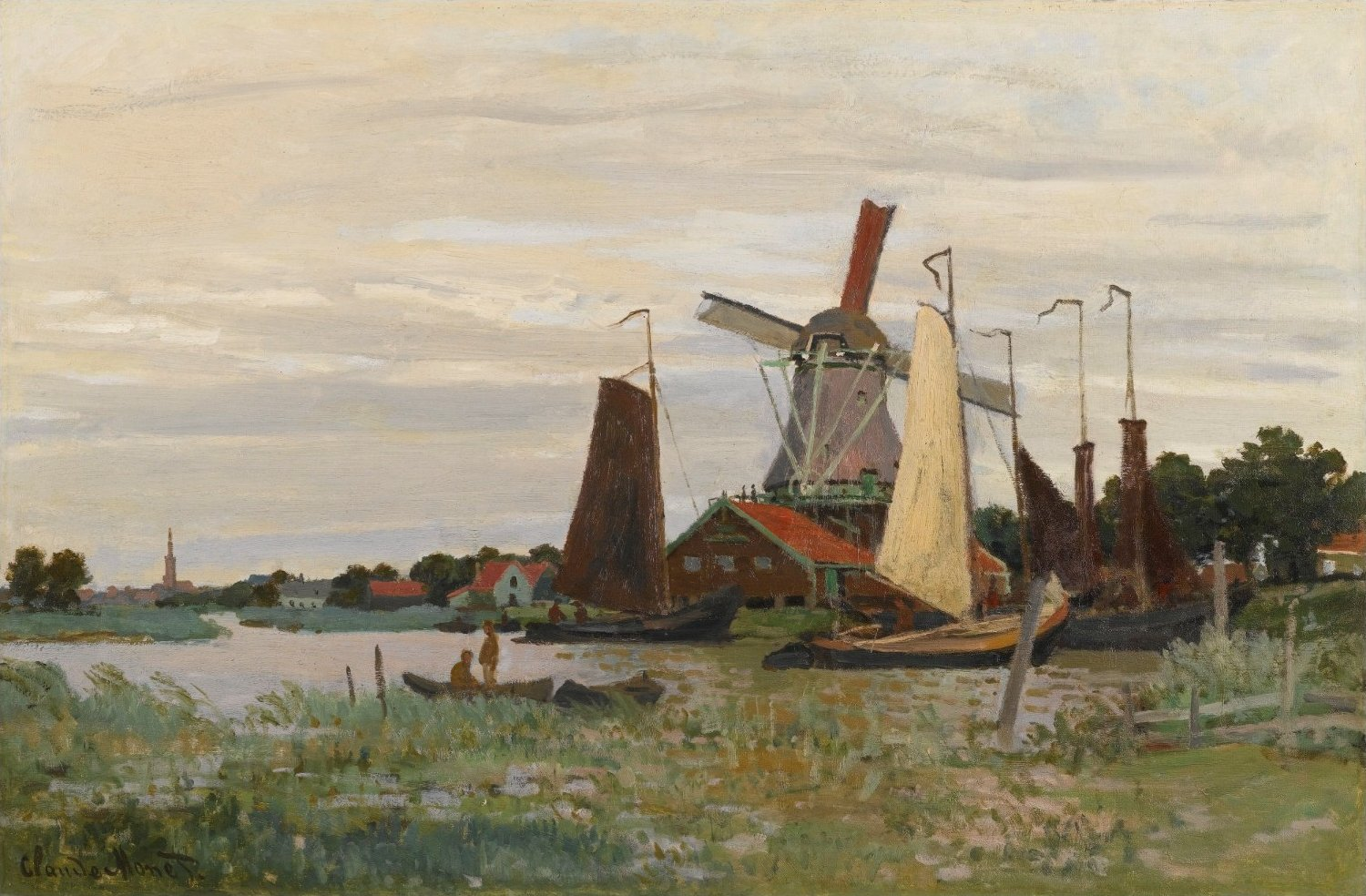
Zaandam na Monetově obraze

V okolí Zaandamu je mnoho větrných mlýnů, některé pohánějí pily. V minulosti bylo město centrem dřevozpracujícího průmyslu. Ve městě je hlavní sídlo obchodního řetězce Albert Heijn. V roce 1971 zde byla otevřena první provozovna McDonald's v Evropě.

## Osobnosti
- Petr I. Veliký – ruský car, studoval ve městě stavbu lodí v roce 1697; v domě, kde bydlel, je dnes muzeum
- Anton Mauve – významný holandský malíř, narodil se v Zaandamu v roce 1838
- Claude Monet – francouzský malíř, tvořil v Zaandamu a okolí v roce 1871

## Sport
Místní fotbalový klub FC Zaanstreek se sloučil v roce 1967 s mužstvem Alkmaar '54 do dnešního AZ Alkmaar. V Zaandamu se narodili bratři Ronald a Erwin Koemanové.